# Eliza R. Snow
Pour les articles homonymes, voir Snow.
Eliza Roxcy Snow Young (21 janvier 1804 - 5 décembre 1887) est une personnalité du XIXe siècle, membre de l'Église de Jésus-Christ des saints des derniers jours. Elle fut une des épouses de Joseph Smith, puis une de celles de Brigham Young selon la pratique du mariage plural (polygamie). Elle fut la présidente de la Société de secours à partir de 1866, qu'elle dirigea jusqu'à sa mort. Elle écrivit plusieurs poèmes dont certains devinrent des hymnes de l'Église, tel « Ô mon père ».

## Jeunesse
Née à Becket, Massachusetts le 21 janvier 1804, Eliza Snow était la deuxième fille d'Olivier et Rosetta Snow. Quand elle eut deux ans, sa famille a quitté la Nouvelle-Angleterre pour s'établir dans une nouvelle ferme fertile de la vallée de la Western Reserve, à Mantoua, Ohio. La famille Snow mit l’accent sur l'enseignement et veilla à ce que chaque enfant puisse accéder à l'éducation. Eliza travailla comme secrétaire de son père dans son bureau de juge de paix. Quand elle eut une vingtaine d’années, elle a acquis une renommée pour sa poésie, pour ses publications dans les journaux locaux et obtint des distinctions pour son travail.

## Débuts dans l’Église
Les parents baptistes d’Eliza ont accueilli une diversité de croyants dans leur foyer. En 1828, Eliza Snow et ses parents ont rejoint le mouvement chrétien restaurationniste d’Alexander Campbell, les Disciples du Christ. Lorsque Joseph Smith, le prophète mormon, a élu domicile à Hiram, Ohio, à quelques kilomètres de la ferme des Snow en 1831, la famille Snow  éprouva un fort intérêt pour le nouveau mouvement religieux. La mère d’Eliza et sa sœur s'y joignirent dès le début ; quelques années plus tard, en 1835, Eliza fut baptisée et déménagea à Kirtland, Ohio, qui était à l'époque le siège de l'Église. Dès son arrivée, Eliza fit don de son héritage, une importante somme d'argent, pour la construction du Temple de Kirtland. En guise d'appréciation, le comité de construction lui a fourni le titre d’« un très précieux lot, situé près du Temple, avec un arbre fruitier, une belle source d'eau et une maison qui logea deux familles." Eliza y enseigna comme professeur d’école la famille de Joseph Smith et eut de l’influence sur l'intérêt de son jeune frère Lorenzo Snow pour la jeune Église. Lorenzo est devenu plus tard cinquième Président de l'Église de Jésus-Christ des saints des derniers jours.
Eliza Snow déménagea dans l'Ouest avec sa famille et les membres de l'Église, d'abord à Adam-Ondi-Ahman, une brève colonie de saints des derniers jours dans le Missouri, puis à Nauvoo, Illinois. À Nauvoo, Eliza Snow fut de nouveau professeur d'école. Il est supposé qu'elle épousa secrètement Joseph Smith le 29 juin 1842, dans un mariage plural. Derr affirma qu'Eliza écrivit avec affection au sujet de Joseph « mon cher époux, le choix de mon cœur et la couronne de ma vie ». Cependant, Eliza Snow organisa une pétition en été 1842, avec les signatures d'un millier de femmes, niant que Joseph Smith était lié à la polygamie En outre, comme secrétaire de la  Société de secours des femmes, elle a organisé l'édition d'un certificat en octobre 1842 dénonçant la polygamie et niant que Joseph Smith en soit le créateur ou ait participé
Eliza Snow se maria avec Brigham Young comme épouse plurale. Elle parcourut l'ouest à travers les plaines et arriva dans la Vallée du Lac Salé le 2 octobre 1847. Là, sans enfant, Eliza est devenue un membre éminent de la famille Young, vivant dans une chambre à l’étage supérieur de la Lion House, la résidence des Young à Salt Lake City, Utah,

## Service à la Société de Secours

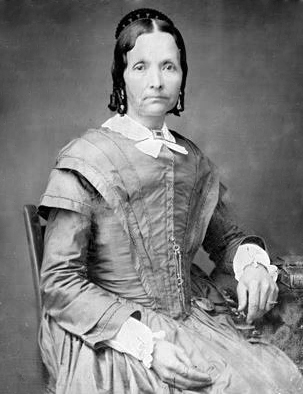
Eliza R. Snow Young.

Eliza Snow a été la première secrétaire de la Société de secours des femmes de Nauvoo en 1842 sous la présidence de Emma Smith. Appelée par Young en 1866 pour aider les évêques à organiser des sociétés de secours dans les paroisses locales et pour « instruire les sœurs » Eliza voyagea à travers le Territoire de l'Utah, encourageant les femmes à assister aux réunions, à soutenir les dirigeants de prêtrise, et soutenir les programmes économiques de Brigham Young.
La présidence d’Eliza Snow insista sur la spiritualité et l'autonomie. La Société de Secours envoya des femmes à l'école de médecine, forma des infirmières, ouvrit l'Hôpital Deseret, exploita des magasins de coopérative, promut la fabrication de la soie, stocka du blé, et construisit des greniers. En 1872, Eliza Snow a fourni assistance et conseils à Louisa L. Greene pour la création de la publication féminine affiliée à la Société de Secours, le Woman's Exponent. Les responsabilités d’Eliza Snow ont également été étendues aux jeunes filles et aux enfants dans l'Église. Elle fut principale organisatrice de la Société d’Amélioration Mutuelle des Jeunes Filles en 1870 et aida Aurelia Spencer Rogers dans l’organisation de la Primaire en 1878.
Eliza Snow servit comme présidente de la Société de Secours jusqu’à sa mort en 1887. Vers 1888, la Société de Secours comptait plus de 22 000 membres dans 400 branches et paroisses locales.
Eliza Snow décéda le 5 décembre 1887 à Salt Lake City et fut enterrée dans le cimetière familial de Brigham Young.

## Poésie
Eliza R. Snow a écrit des poèmes dès son jeune âge. Il lui arriva une fois d’écrire ses devoirs d’école en vers. Entre 1826 et 1832, elle a publié plus de 20 poèmes dans les journaux locaux, y compris le Western Courier Ravenna, Ohio et le Ohio Star, sous des pseudonymes différents. Un certain nombre de poèmes d’Eliza Snow ont été mis en musique et sont devenus des hymnes importants de l'Église de Jésus Christ des saints des derniers jours, dont certains figurent dans l'édition actuelle du livre de cantiques (version 1985). L'un de ses hymnes, " Great is the Lord ", a été publié dans le premier recueil de cantiques de l’Église en 1835, l'année de son baptême. À Nauvoo, Eliza R. Snow reçut l’unique distinction en tant que poète mormone parue dans les journaux locaux, et elle fut appelée plus tard la "Poétesse de Sion." Elle continua d’écrire des poèmes pendant qu’elle traversait les plaines, relatant l’exode des pionniers et la vie en Utah. Le premier de ses deux volumes de Poems, Religious, Historical, and Political paru en 1856, suivi du second en 1877. Certains de ses poèmes sont :
- "How Great the Wisdom and the Love" (text)
- "Invocation, or the Eternal Father and Mother" ("Oh, My Father") (text)
- "Be Not Discouraged" (text)
- "My First View of a Western Prairie" (text)
- "Mental Gas" (text)
- "Think not When You Gather to Zion Your Troubles and Trials are Through"
- "O Awake! My Slumbering Minstrel"
- "Truth Reflects upon Our Senses"[4]

L’un de ses plus célèbres poèmes, "Invocation, or the Eternal Father and Mother" (Invocation, ou le Père et la Mère éternels), a été rédigé peu après la mort de son père, un peu plus d'un an après la mort de Joseph Smith, enseignant les concepts de la famille éternelle. Ce poème, renommé "Oh mon Père", se trouve dans le livre de cantiques actuel de l’Église de Jésus-Christ des saints des derniers jours (version 1985)

## Publications
- Snow, Eliza R. "Biography and Family Record of Lorenzo Snow, One of the Twelve Apostles of the Church of Jesus Christ of Latter-day Saints." Salt Lake City, Deseret News, 1884.
  - Réimpression 1999, Église de Jésus-Christ des saints des derniers jours. Salt Lake City.
- Snow, Eliza R. Poems: Religious, Historical and Political. 2 vols. (Liverpool: F.D. Richards, 1856).